# كورثا ليكس (أونتاريو)
كورثا ليكس، أونتاريو (بالإنجليزية: Kawartha Lakes)‏ هي مدينة كندية تقع في مقاطعة أونتاريو. تبلغ مساحة هذه المدينة 3059.4747 (كم²)، ويبلغ عدد سكانها 74561 نسمة حسب إحصاء سنة 2006 م، بينما كان يسكنها 69179 نسمة في سنة 2001 م. تحتل هذه المدينة المرتبة رقم 69 بين مدن كندا حسب عدد السكان والمرتبة رقم 32 في المقاطعة. نما عدد السكان في هذه المدينة بنسبة (7.8) بين العامين المذكورين.

## أعلام
- ديف لوكاس

## وصلات خارجية
- الأطلس الحكومي لكندا
- إحصاءات كندا مع ساعة تعداد السكان